# Алжирски рат за независност
Алжирски рат за независност означава борбу алжирског народа за независност од француске власти. Рат је трајао од 1. новембра 1954. до 19. марта 1962. године. Веома важан деколонијалистички рат кога су карактерисали герилски начин ратовања, терор над цивилима, коришћење насиља на обе стране и контра-терористичке операције француске армије. На рат су утицали растући арапски национализам, Хладни рат у позадини, ширење комунизма, распад колонијализма и покушаји колонијалних сила да очувају своје позиције.

## Ситуација пре рата
Француска је започела инвазију на Алжир још 1830. Земљу су освајали корак по корак, све док им се Абд ел-Кадер није супротставио. Отпор Алжираца у западном Алжиру почео је 1832. и под вођством Абд ел-Кадера био је веома успешан. Французима је било потребно чак 17 година да сломе отпор Абд ел-Кадерове војске.
1848. је Алжиру укинут статус колоније и усвојен је као интегрални део Француске. Након Другог светског рата дошло је до тешких немира и масакра над Алжирцима, који су након 9 година прерасли у Алжирски рат за независност. Однос Француске према Алжиру није био исти као према другим колонијама у свету. Политичко руководство и француски националисти су Алжир доживљавали као интегрални део Француске и због тога су осамостаљењу Алжира пружали велики отпор. Однос Француске према Алжиру је цепао француско друштво између националиста, који су сматрали да је Француска колонијална сила, и нових генерација које су сматрале да Алжир треба да добије своју самосталност. 
Алжирско друштво је карактерисао високи наталитет и озлојеђеност због односа Француске према њима. Број Алжираца у тренутку освајања 1830. године је био 1.500.000 људи а у тренутку избијања рата за независност око 10 милиона. Овакав раст броја становника стварао је велику нервозу у муслиманском становништву јер је проценат младих био изузетно велики а социјална и економска ситуација је била очајна. Број француских досељеника шездесетих година двадесетог века био је око 800.000. Они су добили најбоља и имања на северу Алжира и живели у много бољим условима него муслиманско становништво. 

## Ток рата
Будући да након Другог светског рата Француска још увек није признавала независност Алжира, због чињенице да је тада у Алжиру живело 800.000 француских досељеника, алжирски Фронт националног ослобођења (фр. Front de Libération Nationale, ФНО) је 1. новембра 1954. почео оружану битку за независност. Овај датум је после постао национални празник. Сукоб се ширио, будући да је Алжир добијао подршку Туниса и тада de facto независног Марока. Француске трупе су се појачале на 500.000 војника. Велики допринос француској регуларној војсци дала је и позната Легија странаца. Након појачања Французи су успели да дођу до делимичних успеха. Тако су 1957, предвођени генералом Жаком Масуом поразили ФНО. Иако је Француска била много јача, није било могуће да освоји и успостави власт над целим Алжиром. Организоване су многе демонстрације, али Французи су све устанке гушили силом. Масакри и убијања цивила су били присутни на обе стране. 
Тада се догодило нешто, што ће се после показати одлучним за крај рата и проглашавање независности Алжира. Француски народ је видео и чуо шта се у Алжиру догађа и онда је реаговао. Тражили су прекид рата у Алжиру и били су спремни да прихвате алжирску независност. Дана 8. јануара 1961, на организованом референдуму, 78% становника Француске изјаснило се за прекид и повлачење француских војника из Алжира. Међутим, то није био крај рата, будући да такву одлуку нису подржавали француски усељеници у Алжиру и један део војске. 
Неуспешно вођење рата у Алжиру, довело је до државног удара којим је 1. јуна 1958. и на власт се вратио генерал Шарл де Гол. То је био и крај четврте републике чиме крећу припреме за доношење новог устава. 21. априла 1961, француски генерали незадовољни политиком тајних преговора са ФНО покушавају да спроведу такозвани „пуч генерала“ са циљем смењивања де Гола. Међутим, пуч није успео, тако да је влада наставила да тражи пут изласка из Алжира. Други референдум за самосталност Алжира организован је јуна 1962. и тада је за независност гласало 91% становништва Француске. 
Француски усељеници основали су тајну паравојну организацију ОАС, која је вршила многе терористичке нападе на Алжирце, који су на терор одговарали противтерором. 17. септембра 1961. ФНО је организовала протест у Паризу, на којем је учествовало 30.000 Алжираца. Полиција у Паризу је спречила протест, тако што је пуцала у масу. Тог дана убијено је око 200 Алжираца, чија су тела бацана у Сену, а 14.000 било је ухапшено и допремљено на спортске стадионе.

## Крај рата
После дугих преговора, француски председник Шарл де Гол је 18. марта 1962. потписао Евијански споразум, којим је Алжирцима дозвољено самоопредељење. Кад су то чули Французи у Алжиру, одмах су масовно пошли да се исељавају у Француску, иако су им сва права била загарантована. 1. јула 1962. Алжирци су на референдуму одлучили о независности Алжира. Око 99% одлучило се за потпуну независност и стварање Алжирске народне демократске републике. 3. јула 1962. независност је признала и Француска.
Након добијања независности ФНО преузима потпуну контролу над земљом и почела је освета над помагачима Француске током рата за независност, иако су у Евијанском споразуму потписали да то неће да чине. Француски историчари процењују да је у одмаздама које су уследиле након рата убијено између 50.000 и 150.000 Харкија са њиховим породицама. Скоро сви су били убијени страшним мучењима од стране ФНО. Неких 10.000 успело је да побегне у Француску. Комунистичка и марксистичка партија, које су се такође бориле против Француске стављене су ван закона и у Алжиру је започео период једнопартијске владавине ФНО-а.

## Жртве
Према француским подацима:
- 17.459 француских војника
- 350.000 алжирских муслимана (цивили)
- 162.000 алжирских војника

Према алжирским подацима:
- 300.000 алжирских војника
- 1,5 милиона алжирских муслимана (цивила)